# Octeville-l'Avenel
Ne doit pas être confondu avec Octeville ou Octeville-sur-Mer.
Pour les articles homonymes, voir Octeville.
Octeville-l'Avenel est une commune française, située dans le département de la Manche en région Normandie, peuplée de 233 habitants.

## Géographie
| Montaigu-la-Brisette                             | Videcosville, Quettehou           | Crasville                   |
| Montaigu-la-Brisette, Saint-Germain-de-Tournebut | Octeville-l'Avenel                | Crasville                   |
| Saint-Germain-de-Tournebut                       | Lestre, Saint-Martin-d'Audouville | Crasville, Aumeville-Lestre |

### Hydrographie
La commune est située dans le bassin Seine-Normandie. Elle est drainée par la Sinope, la Tortonne, le cours d'eau 01 de la commune de Crashville, le fossé 02 de la commune de Crashville et le ruisseau de Bersaud,,.
La Sinope, d'une longueur de 18 km, prend sa source dans la commune de Montaigu-la-Brisette et se jette  dans la baie de Seine en limite de Lestre et de Quineville, après avoir traversé huit communes. 

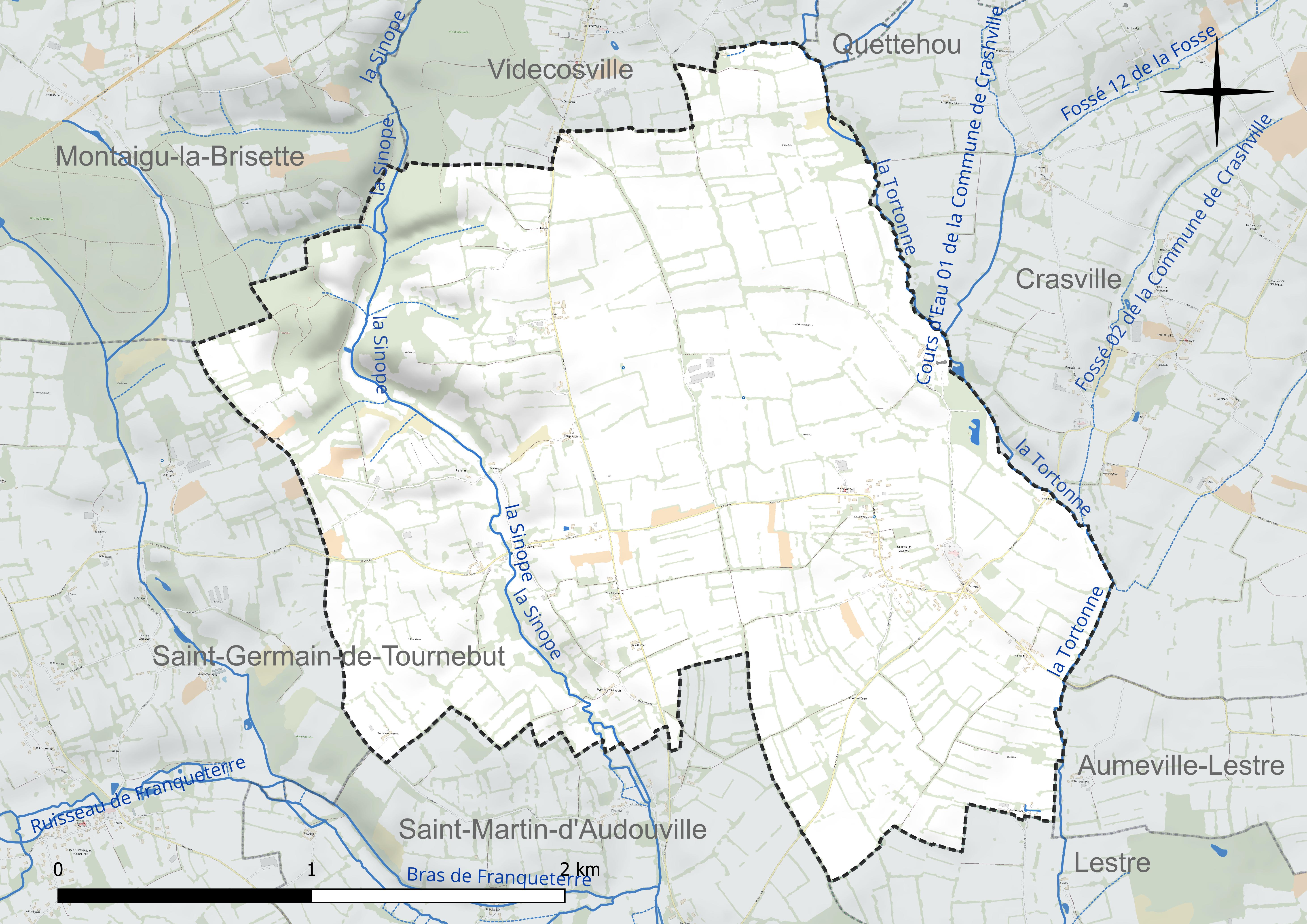
Réseau hydrographique d'Octeville-l'Avenel.

### Climat
Pour des articles plus généraux, voir Climat de la Normandie et Climat de la Manche.
En 2010, le climat de la commune est de type climat océanique franc, selon une étude du CNRS s'appuyant sur une série de données couvrant la période 1971-2000. En 2020, Météo-France publie une typologie des climats de la France métropolitaine dans laquelle la commune est exposée à un climat océanique et est dans la région climatique  Normandie (Cotentin, Orne), caractérisée par une pluviométrie relativement élevée (850 mm/a) et un été frais (15,5 °C) et venté. Parallèlement le GIEC normand, un groupe régional d'experts sur le climat, différencie quant à lui, dans une étude de 2020, trois grands types de climats pour la région Normandie, nuancés à une échelle plus fine par les facteurs géographiques locaux. La commune est, selon ce zonage, exposée à un « climat maritime », correspondant au Cotentin et à l'ouest du département de la Manche, frais, humide et pluvieux, où les contrastes pluviométrique et thermique sont parfois très prononcés en quelques kilomètres quand le relief est marqué.
Pour la période 1971-2000, la température annuelle moyenne est de 10,9 °C, avec une amplitude thermique annuelle de 10,7 °C. Le cumul annuel moyen de précipitations est de 922 mm, avec 13,5 jours de précipitations en janvier et 7,7 jours en juillet. Pour la période 1991-2020, la température moyenne annuelle observée sur la station météorologique la plus proche, située sur la commune de Gonneville-Le Theil à 13 km à vol d'oiseau, est de 11,0 °C et le cumul annuel moyen de précipitations est de 940,4 mm,. Pour l'avenir, les paramètres climatiques de la commune estimés pour 2050 selon différents scénarios d'émission de gaz à effet de serre sont consultables sur un site dédié publié par Météo-France en novembre 2022.

## Urbanisme

### Typologie
Au 1er janvier 2024, Octeville-l'Avenel est catégorisée commune rurale à habitat dispersé, selon la nouvelle grille communale de densité à sept niveaux définie par l'Insee en 2022.
Elle est située hors unité urbaine et hors attraction des villes,.

### Occupation des sols
L'occupation des sols de la commune, telle qu'elle ressort de la base de données européenne d’occupation biophysique des sols Corine Land Cover (CLC), est marquée par l'importance des territoires agricoles (89,5 % en 2018), une proportion sensiblement équivalente à celle de 1990 (89,2 %).
La répartition détaillée en 2018 est la suivante : terres arables (41,4 %), prairies (35,1 %), zones agricoles hétérogènes (13 %), forêts (6,9 %), zones urbanisées (3,6 %).

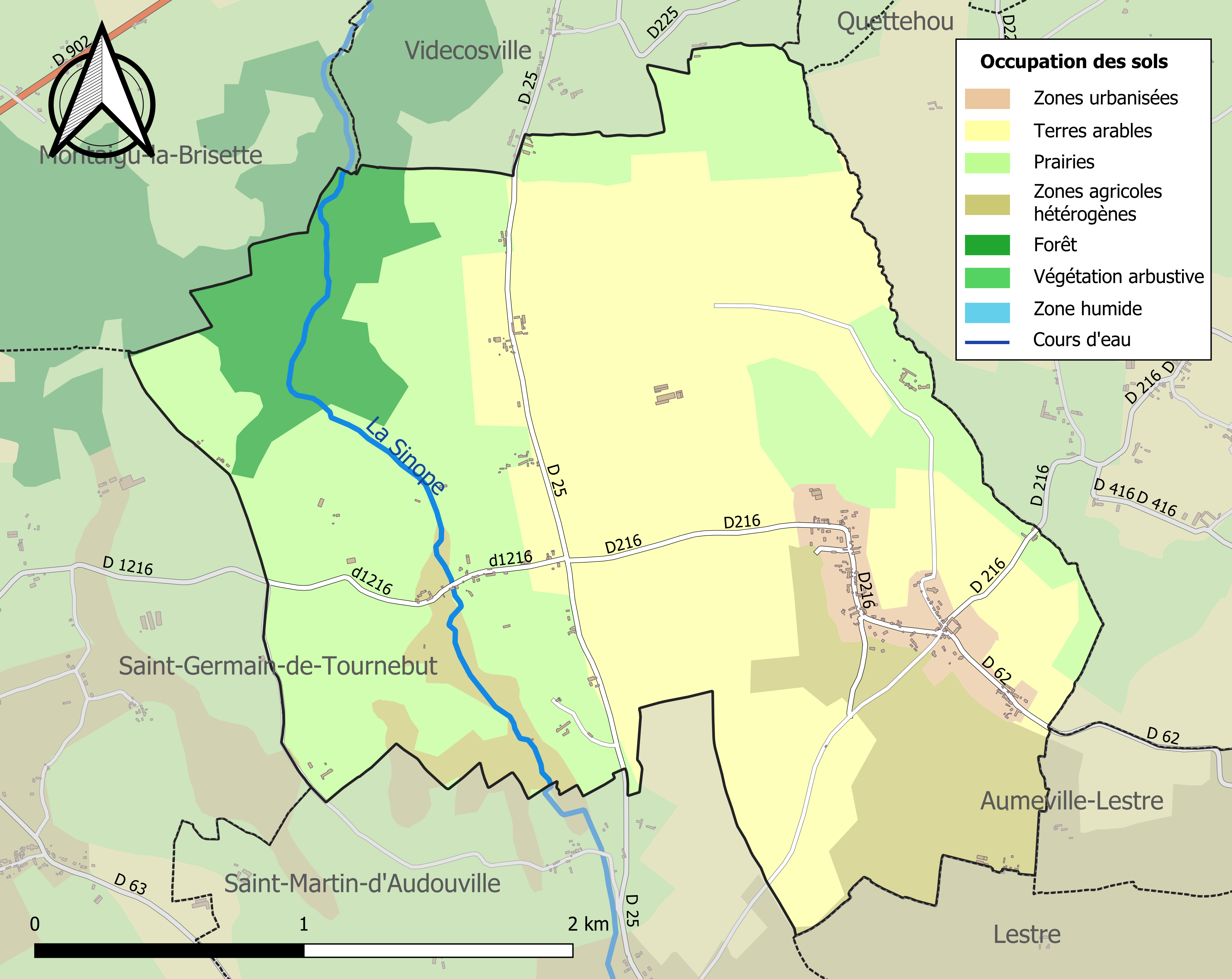
Carte des infrastructures et de l'occupation des sols de la commune en 2018 (CLC).

L'évolution de l’occupation des sols de la commune et de ses infrastructures peut être observée sur les différentes représentations cartographiques du territoire : la carte de Cassini (XVIIIe siècle), la carte d'état-major (1820-1866) et les cartes ou photos aériennes de l'IGN pour la période actuelle (1950 à aujourd'hui).

## Toponymie
Le nom de la localité est attesté sous les formes Othevilla en 1240, Othevilla l'avenel en 1275, Ocheville en 1291.
Octeville-l'Avenel doit une partie de son nom à la famille Avenel qui possédait le fief aux XIVe et XVe siècles.
Jusqu'en 1962, la forme officielle est Octeville-la-Venelle.

## Histoire
Le lieu-dit Les Forges rappelle l’existence, au XIXe siècle, de mines de fer ayant entraîné une activité artisanale métallurgique. Vers 1890, une « forge » fabriquait encore des clous et du petit outillage domestique rural.

## Politique et administration

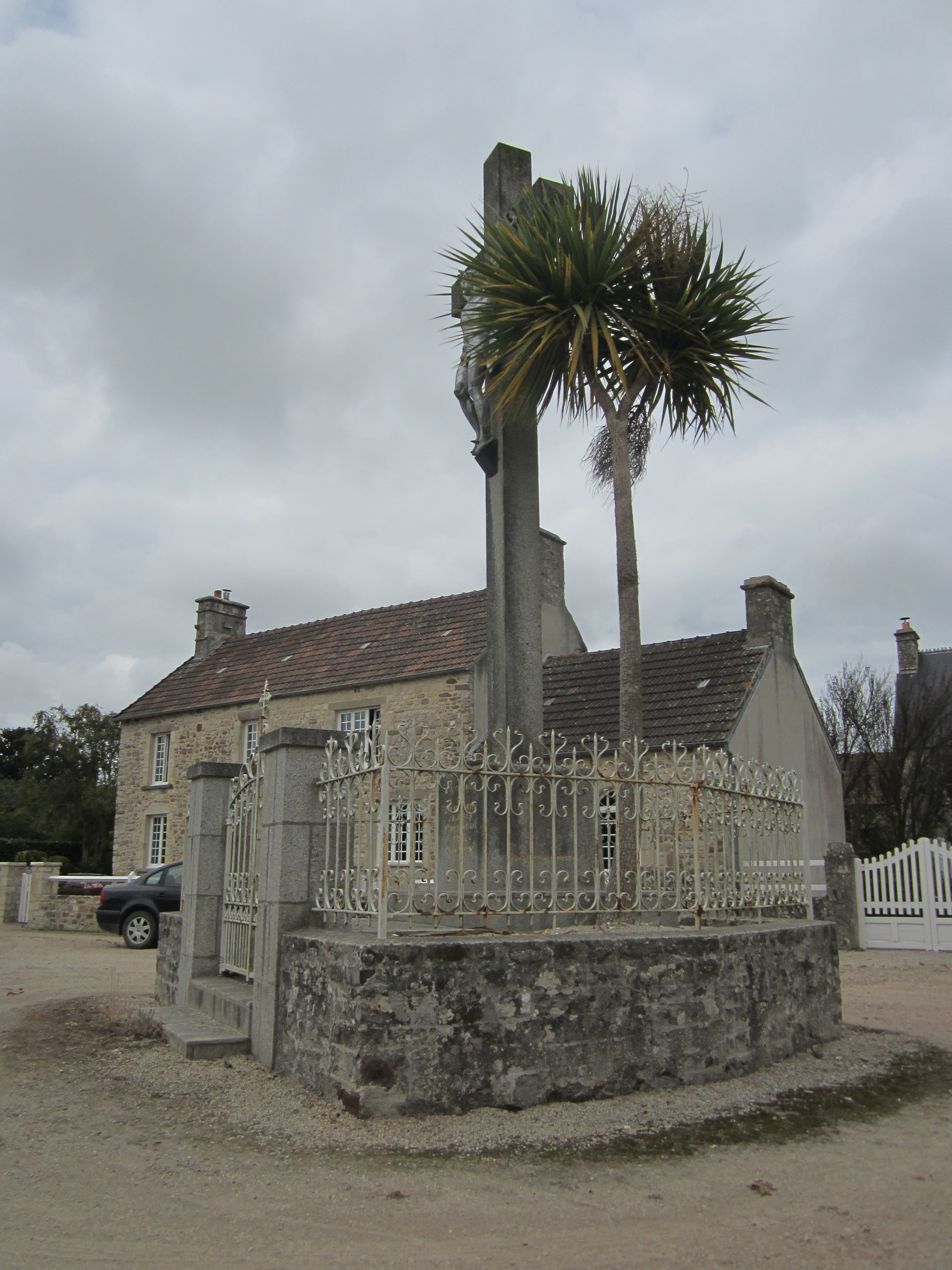
La mairie et le monument aux morts.

| Période                                  | Période   | Identité                | Étiquette | Qualité                            |
| ---------------------------------------- | --------- | ----------------------- | --------- | ---------------------------------- |
| ?                                        | ?         | François Huer           |           |                                    |
| 1989                                     | mars 2001 | Alphonse Louis-François |           |                                    |
| mars 2001                                | En cours  | Guy Lechevalier         |           | Principal de collège à la retraite |
| Les données manquantes sont à compléter. |           |                         |           |                                    |

## Démographie
L'évolution du nombre d'habitants est connue à travers les recensements de la population effectués dans la commune depuis 1793. Pour les communes de moins de 10 000 habitants, une enquête de recensement portant sur toute la population est réalisée tous les cinq ans, les populations de référence des années intermédiaires étant quant à elles estimées par interpolation ou extrapolation. Pour la commune, le premier recensement exhaustif entrant dans le cadre du nouveau dispositif a été réalisé en 2006.
En 2022, la commune comptait 233 habitants, en évolution de +7,87 % par rapport à 2016 (Manche : −0,31 %, France hors Mayotte : +2,11 %).
| 1793 | 1800 | 1806 | 1821 | 1831 | 1836 | 1841 | 1846 | 1851 |
| ---- | ---- | ---- | ---- | ---- | ---- | ---- | ---- | ---- |
| 815  | 680  | 864  | 916  | 844  | 838  | 774  | 766  | 762  |

| 1856 | 1861 | 1866 | 1872 | 1876 | 1881 | 1886 | 1891 | 1896 |
| ---- | ---- | ---- | ---- | ---- | ---- | ---- | ---- | ---- |
| 679  | 613  | 560  | 543  | 540  | 454  | 448  | 406  | 369  |

| 1901 | 1906 | 1911 | 1921 | 1926 | 1931 | 1936 | 1946 | 1954 |
| ---- | ---- | ---- | ---- | ---- | ---- | ---- | ---- | ---- |
| 352  | 345  | 356  | 301  | 289  | 274  | 285  | 253  | 279  |

| 1962 | 1968 | 1975 | 1982 | 1990 | 1999 | 2006 | 2011 | 2016 |
| ---- | ---- | ---- | ---- | ---- | ---- | ---- | ---- | ---- |
| 248  | 242  | 192  | 193  | 176  | 167  | 183  | 195  | 216  |

| 2021 | 2022 | - | - | - | - | - | - | - |
| ---- | ---- | - | - | - | - | - | - | - |
| 229  | 233  | - | - | - | - | - | - | - |

## Culture locale et patrimoine

### Lieux et monuments
- Éperon barré des Câteaux au lieu-dit les Forges, sur un promontoire formé par une boucle de la Sinope[30]. Cette fortification a sans doute été aménagée, à partir du relief naturel, à l'époque protohistorique, à l'âge du fer. La pointe de l'éperon est défendue par deux énormes fossés larges de 10 à 15 mètres, doublés chacun d'une levée de terre de deux mètres. Au devant, le plateau plus large est protégé par un rempart, sans fossé, moins haut que le précédent et long d'environ trois cent mètres[22].
- Église Saint-Martin des XIIe, XVIIe, XIXe – XXe siècles, restaurée en 1950, avec sa tour à encorbellement[31] du XVIIe et son chœur gothique du XIVe siècle. L'église dans ses parties les plus anciennes date du XIe siècle comme en témoignent les traces d'appareillage en arête de poisson, propre à l'architecture romane[22],[Note 4]. Elle est donnée au XIIe siècle par le sénéchal Guillaume Avenel, qui en avait le patronage, à l'abbaye de Blanchelande[33], qui fut confirmé par Hugues de Morville, évêque de Coutances[34]. Le clocher fut construit au XVIIe siècle en même temps que la chapelle Saint-Jacques. Elle souffrit beaucoup pendant la Révolution et la nef fut gravement endommagée lors d'un bombardement durant la Seconde Guerre mondiale. L'église abrite les statues : Vierge à l'Enfant debout en pierre calcaire polychrome du dernier tiers du XIIIe siècle, qui est à ce jour la plus ancienne recensée en Basse-Normandie[35] et une statue de saint Martin du XVIe, un maître-autel du XVIIIe, un bénitier du XVIIe, des fonts baptismaux et lutrin du XVIIIe, des peintures murales des XIIIe-XIVe, un saint Martin du XVIIe, une verrière du XXe de G. Sagot et G. Bourget[34]. L'église abrite de nombreux éléments classés au titre d'objets.
- Château dit la Cour d'Octeville construit dans la seconde moitié du XVIIIe siècle[36] (1773-1783)[22], par un entrepreneur de Valognes, Louis Lebrun, à la demande du comte d'Octeville, André de Hennot (1732-1790). Haut d'un étage sur rez-de-chaussée, la façade d'une longueur peu courante, est, côté cour d'honneur, rythmée par trois pavillons en légère saillie. Le pavillon central à pilastres s'ouvre au rez-de-chaussée comme à l'étage par une porte-fenêtre, avec un linteau en plein cintre ; celle de l'étage donnant sur un balcon doté d'un garde-fou en fer forgé. Les baies présentent cinq formes de linteaux différents. Un colombier, dans les communs, ainsi que la chapelle sont antérieurs à la construction du château actuel, qui a été bâti à l'emplacement du château fort des Avenel[34].
- Chapelle Marie-Madeleine Postel en souvenir du séjour de la bienheureuse et de ses religieuses du 7 mars au 7 septembre 1811[34].
- Calvaire du XXe siècle, croix de cimetière du XVIe siècle.
- If funéraire du cimetière.
- La Cour de Bidros, ancienne demeure seigneuriale du XVIe siècle[37].
- Lavoir de Bidros, restauré.

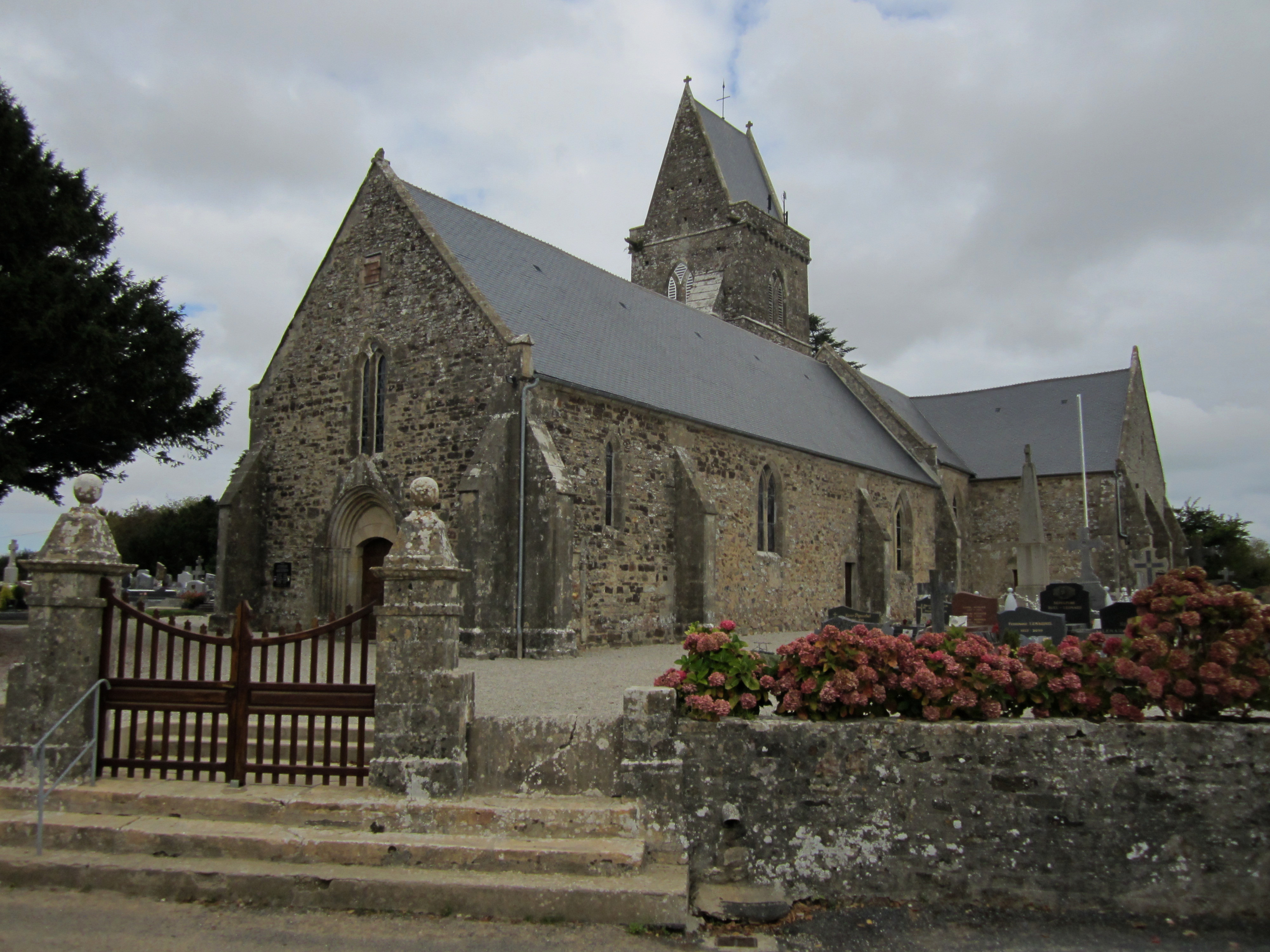
L'église Saint-Martin.
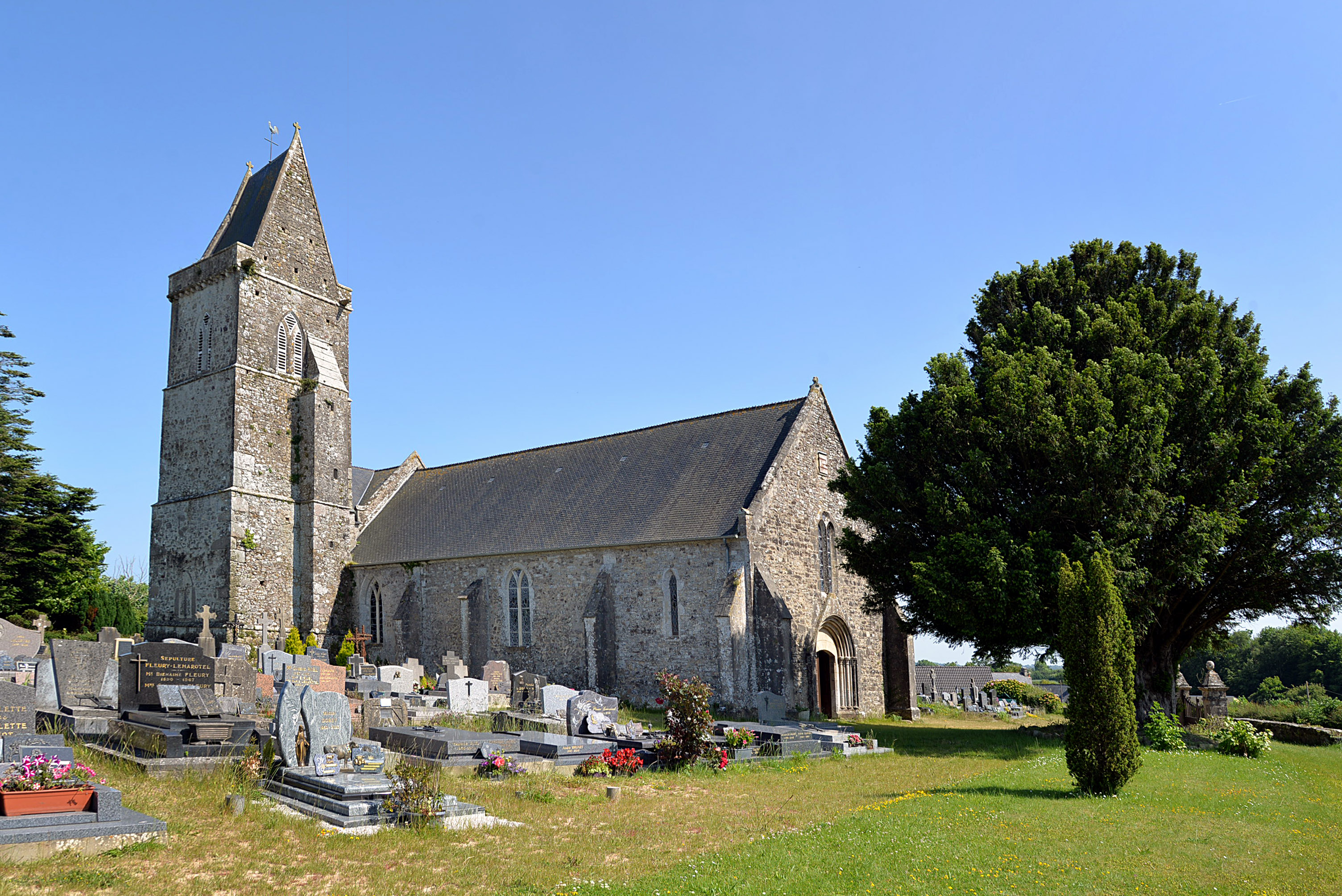
L'église Saint-Martin.
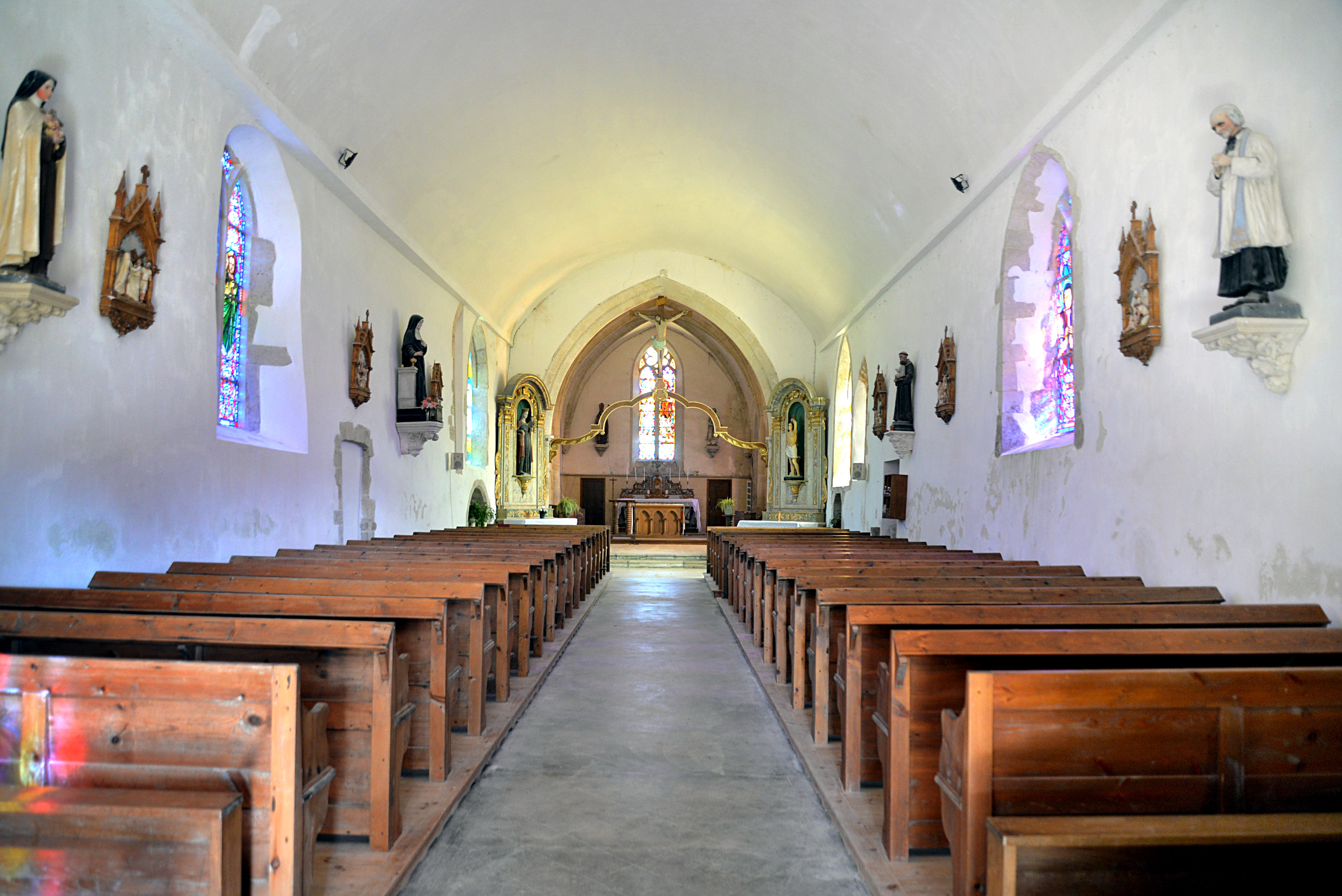
La nef de l'église Saint-Martin.
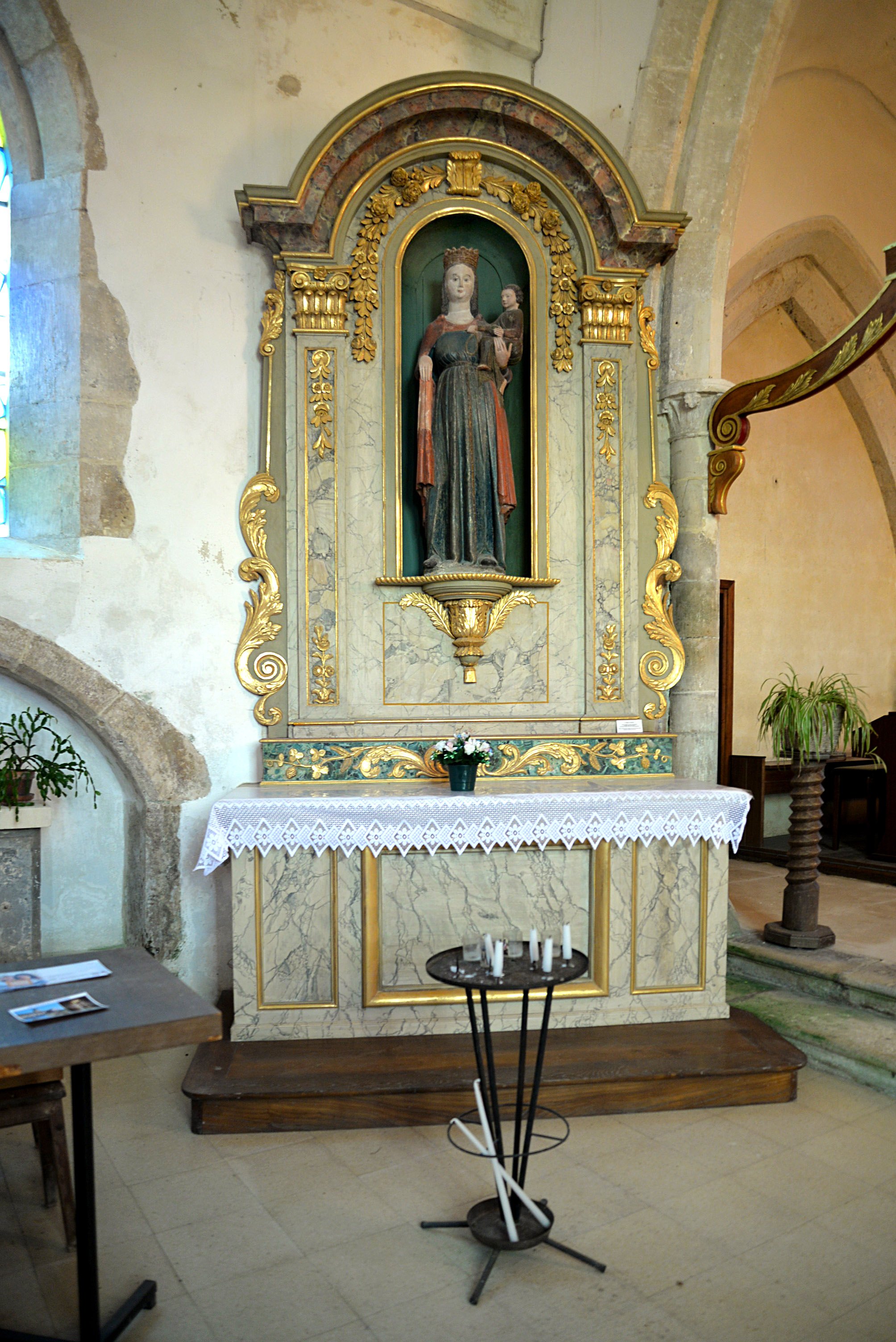
La vierge à l'enfant.
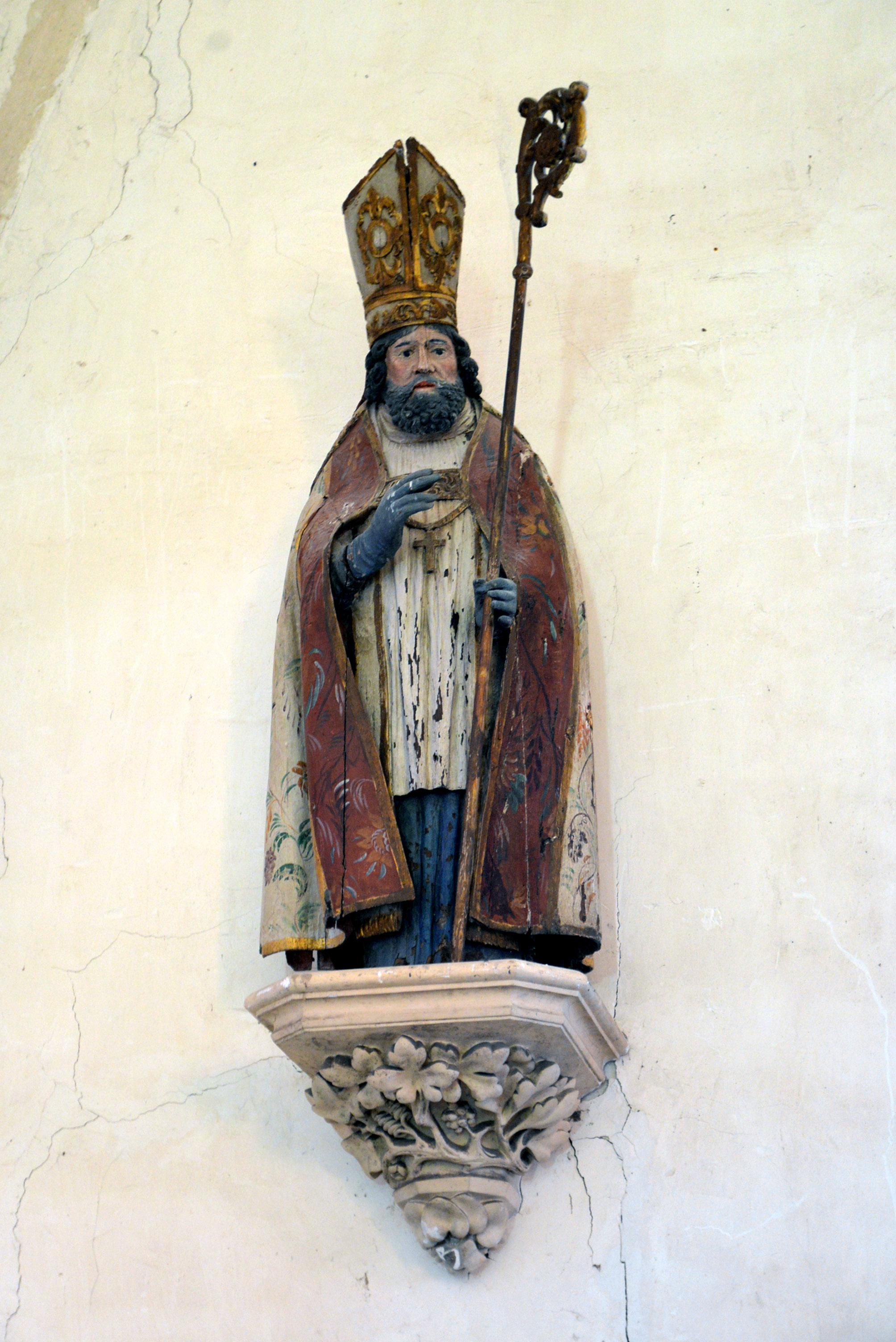
La statue de Saint-Martin, évêque.
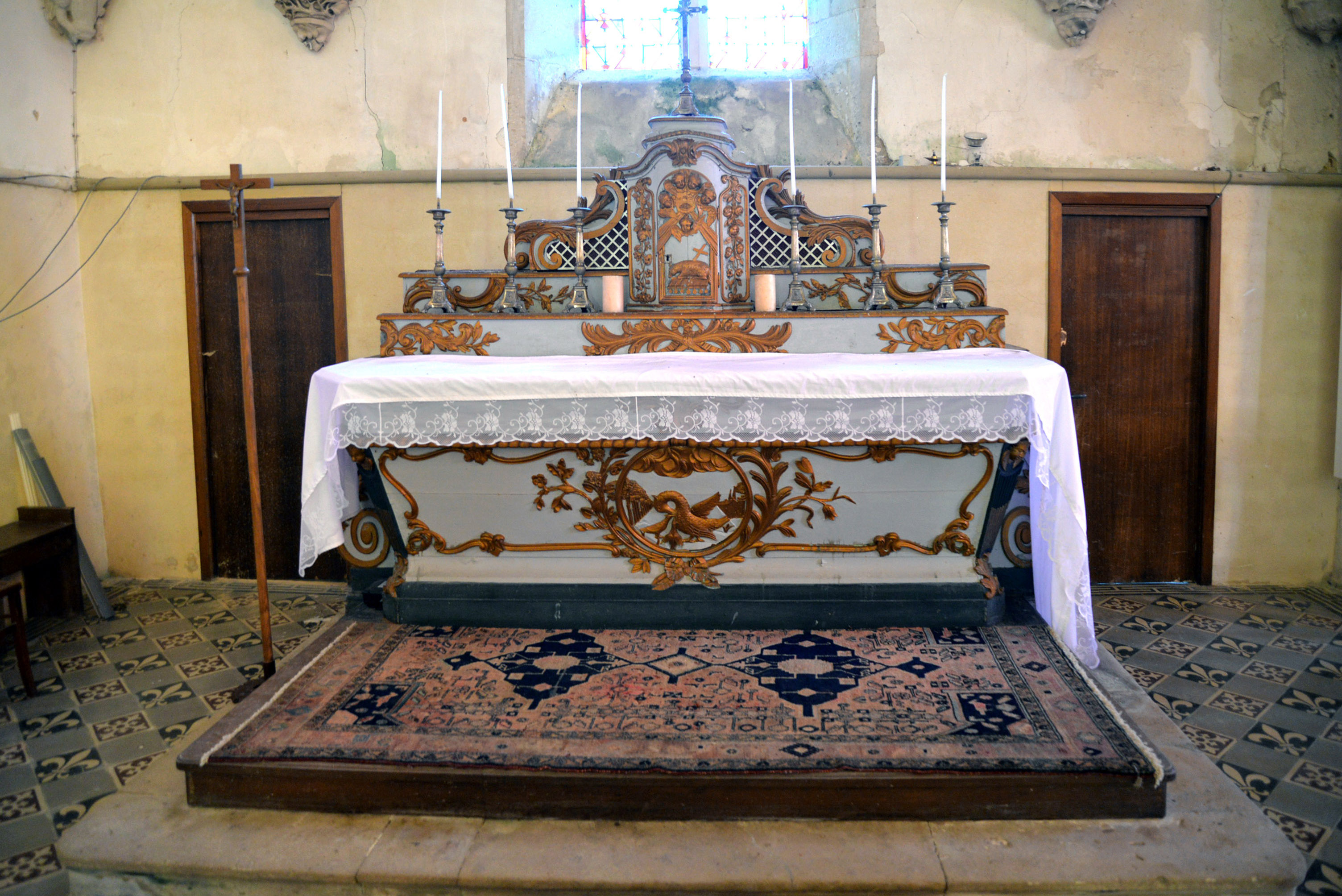
Le maître-autel.
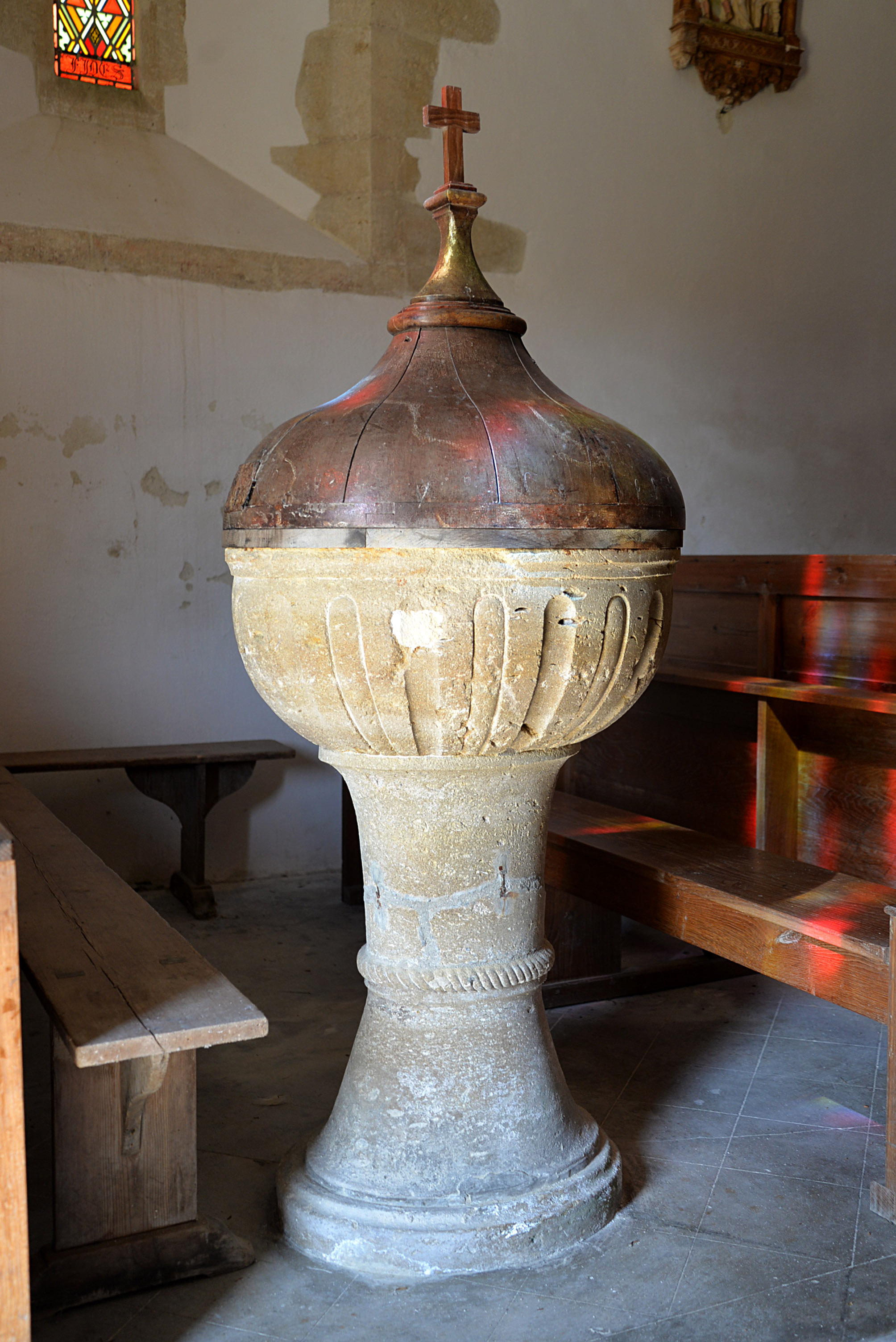
Les fonts baptismaux.
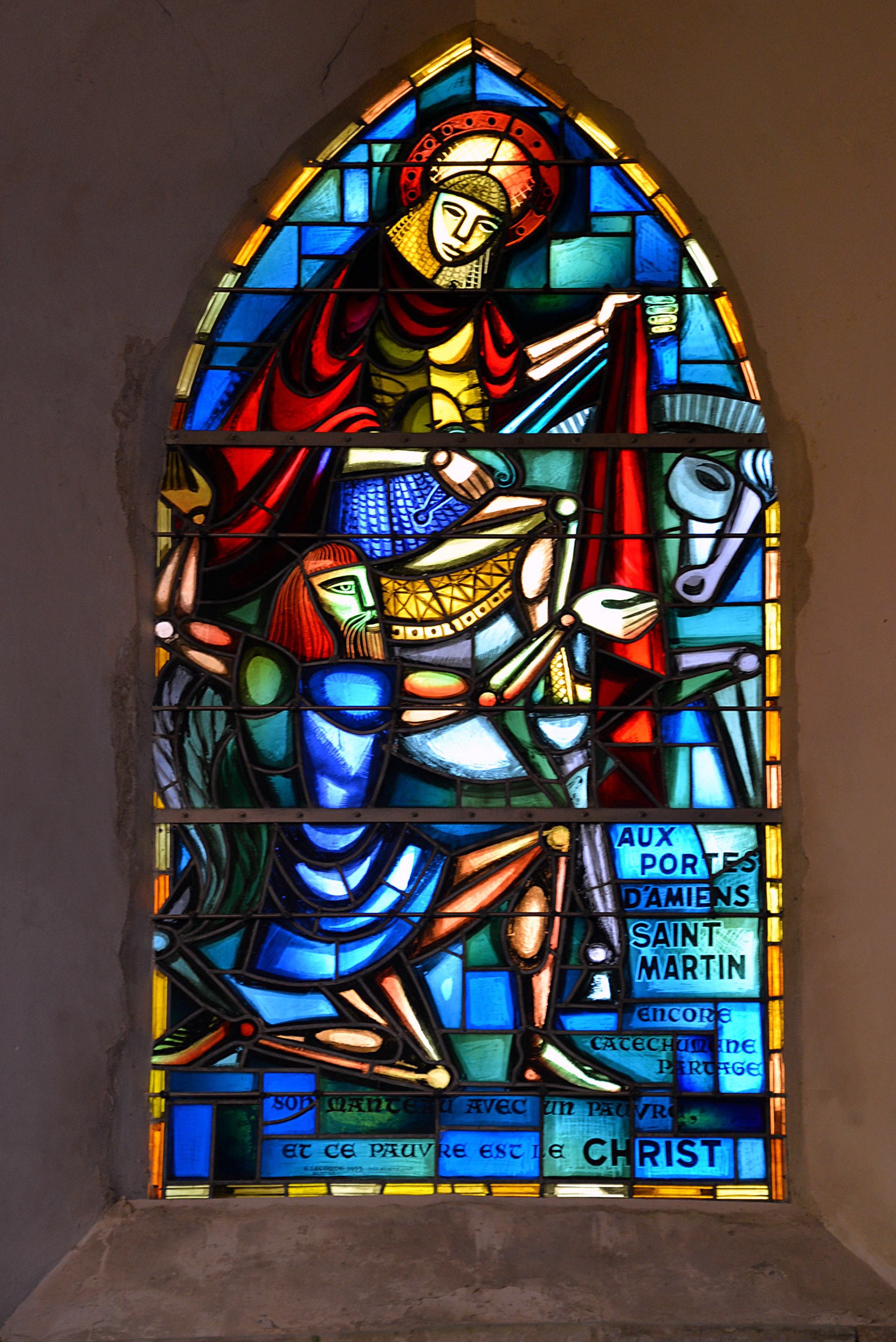
>Vitrail de Saint-Martin.
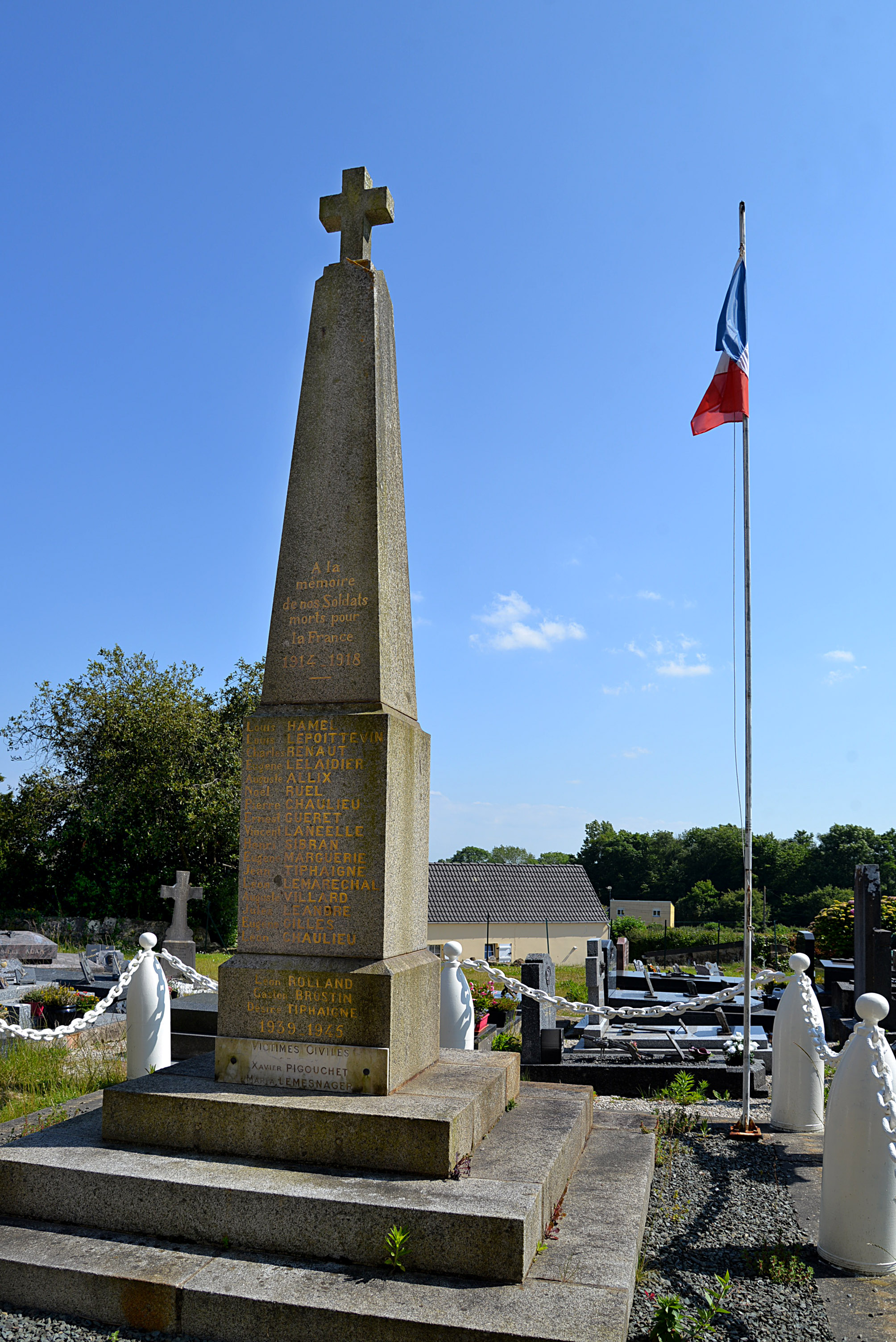
Le monument aux morts dans le cimetière.

### Personnalités liées à la commune
- Pierre Godefroy (Octeville-l'Avenel, 1915 - 1992), député, maire de Valognes.